# Eurytoma levo
Eurytoma levo är en stekelart som beskrevs av Bugbee 1967. Eurytoma levo ingår i släktet Eurytoma och familjen kragglanssteklar. Inga underarter finns listade i Catalogue of Life.